# Division d'Honneur 1931-32
La Primera División de Bélgica 1931/32 fue la 32.ª temporada de la máxima competición futbolística en Bélgica.

## Tabla de posiciones
| Pos | Equipo                      | PJ | PG | PE | PP | GF | GC | Pts | DG  | Notas                    |
| --- | --------------------------- | -- | -- | -- | -- | -- | -- | --- | --- | ------------------------ |
| 1   | Liersche SK                 | 26 | 16 | 5  | 5  | 86 | 51 | 37  | +35 |                          |
| 2   | Royal Antwerp FC            | 26 | 15 | 6  | 5  | 74 | 44 | 36  | +30 |                          |
| 3   | Royale Union Saint-Gilloise | 26 | 13 | 3  | 10 | 51 | 48 | 29  | +3  |                          |
| 4   | Daring Club de Bruxelles    | 26 | 9  | 10 | 7  | 59 | 53 | 28  | +6  |                          |
| 5   | K Berchem Sport             | 26 | 9  | 9  | 8  | 55 | 44 | 27  | +11 |                          |
| 6   | RCS Brugeois                | 26 | 11 | 5  | 10 | 60 | 57 | 27  | +3  |                          |
| 7   | Beerschot                   | 26 | 9  | 8  | 9  | 48 | 44 | 26  | +4  |                          |
| 8   | RC de Gand                  | 26 | 11 | 4  | 11 | 55 | 57 | 26  | -2  |                          |
| 9   | Standard Liège              | 26 | 11 | 4  | 11 | 71 | 74 | 26  | -3  |                          |
| 10  | SC Anderlechtois            | 26 | 11 | 3  | 12 | 57 | 53 | 25  | +4  |                          |
| 11  | RFC Brugeois                | 26 | 8  | 8  | 10 | 41 | 50 | 24  | -9  |                          |
| 12  | RFC Malinois                | 26 | 9  | 6  | 11 | 52 | 67 | 24  | -15 |                          |
| 13  | Tubantia FAC                | 26 | 8  | 3  | 15 | 46 | 74 | 19  | -28 | Descenso a la Division I |
| 14  | K.V. Turnhout               | 26 | 4  | 2  | 20 | 45 | 84 | 10  | -39 | Descenso a la Division I |

PJ = Partidos jugados; PG = Partidos ganados; PE = Partidos empatados; PP = Partidos perdidos; GF = Goles a favor; GC = Goles en contra; Pts = Puntos; DG = Diferencia de goles